# Republic Plaza (Denver)

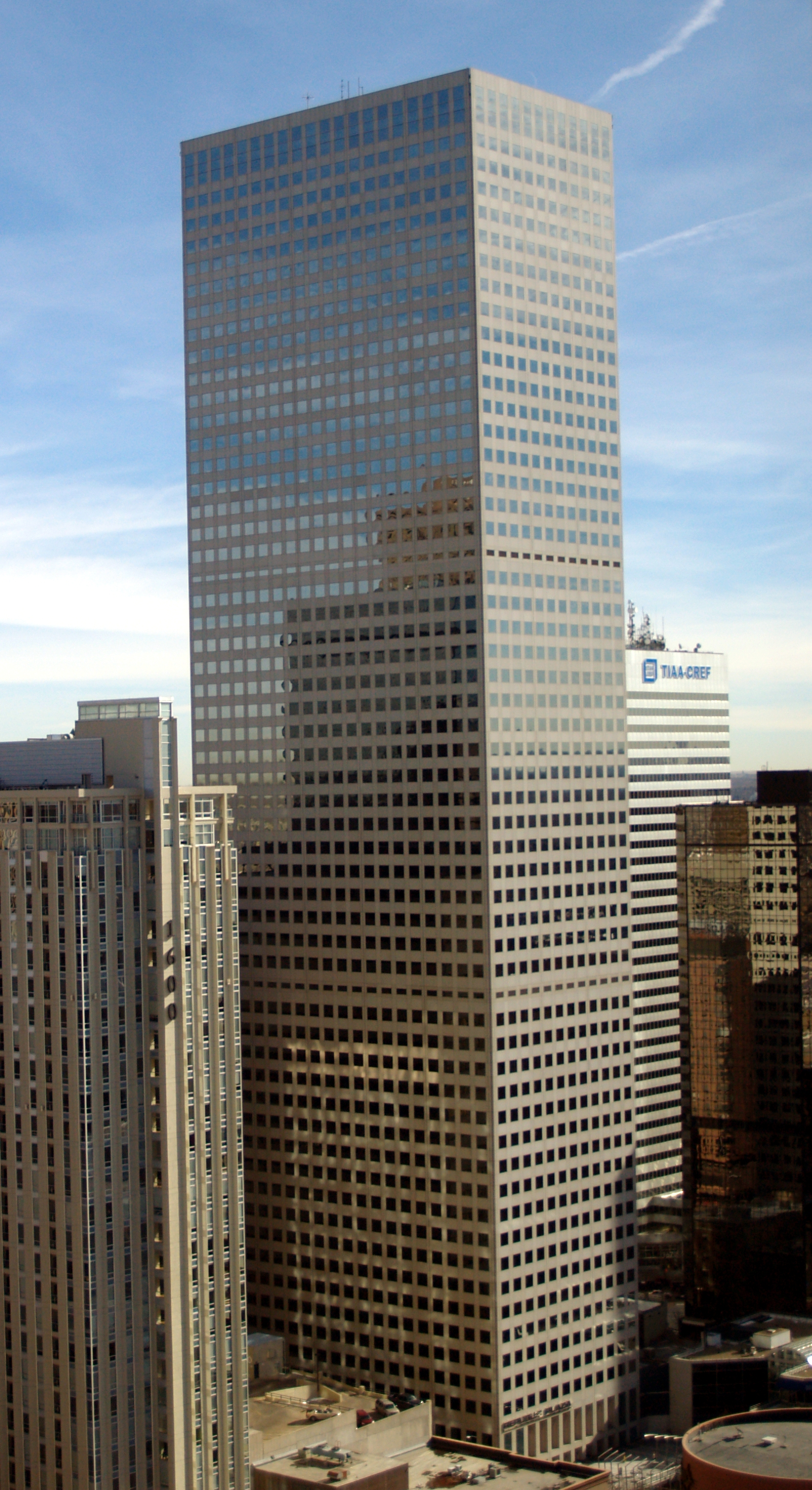
Blick auf das Gebäude

Die Republic Plaza ist ein Wolkenkratzer in Denver, Colorado. Mit einer Höhe von 218 Metern ist die Republic Plaza das höchste Gebäude Denvers, Colorados und liegt dabei auf Platz 109 der höchsten Gebäude in den Vereinigten Staaten. Das Gebäude wurde 1984 fertiggestellt und hat 56 Etagen, von denen die meisten als Bürofläche genutzt werden.
Geplant wurde die Republic Plaza vom Büro Skidmore, Owings and Merrill und ausgeführt von der PCL Construction Services.